# Timbuktu (region)
 For alternative betydninger, se Timbuktu (flertydig). (Se også artikler, som begynder med Timbuktu)
Timbuktu (fransk: Tombouctou) er en region i Mali. Den ligger i den nordlige del af landet og grænser til regionerne Kidal, Mopti og Gao. Den grænser også til landene Mauritanien i vest, Algeriet i øst og Burkina Faso i syd.
Timbuktu er den største region i Mali og udgør mere end en tredjedel af det samlede areal. Regionen ligger i den del af Mali som under navnet Azawad i 2012 er blevet erklæret uafhængigt.

## Administrativ inddeling
Timbuktu er inddelt i fem kredse (cercle):
| Kreds (Cercle) | Areal (km2) | Befolkning Folketællingen 1998 | Befolkning Folketællingen 2009 |
| -------------- | ----------- | ------------------------------ | ------------------------------ |
| Niafunké       | 12,000      | 119,900                        | 184,285                        |
| Diré           | 1,750       | 76,960                         | 111,324                        |
| Goundam        | 92,688      | 113,897                        | 150,150                        |
| Timbuktu       | 347,488     | 68,228                         | 124,546                        |
| Gourma-Rharous | 45,000      | 63,634                         | 111,386                        |

## Eksterne kilder og henvisninger
- Wikimedia Commons har flere filer relateret til Timbuktu (region)

1. ↑  Loi N°99-035/ du 10 Aout 1999 Portant Création des Collectivités Territoriales de Cercles et de Régions (PDF), Ministère de l'Administration Territoriales et des Collectivités Locales, République du Mali, 1999, arkiveret fra originalen (PDF) 9. marts 2012, hentet 26. juli 2012 [fransk]
2. ↑  Communes de la Région de Tombouctou (PDF), Ministère de l’administration territoriale et des collectivités locales, République du Mali, arkiveret fra originalen (PDF) 19. september 2012, hentet 26. juli 2012 [fransk]

21°8′N 4°1′V / 21.133°N 4.017°V